# WGN (Hörfunksender)

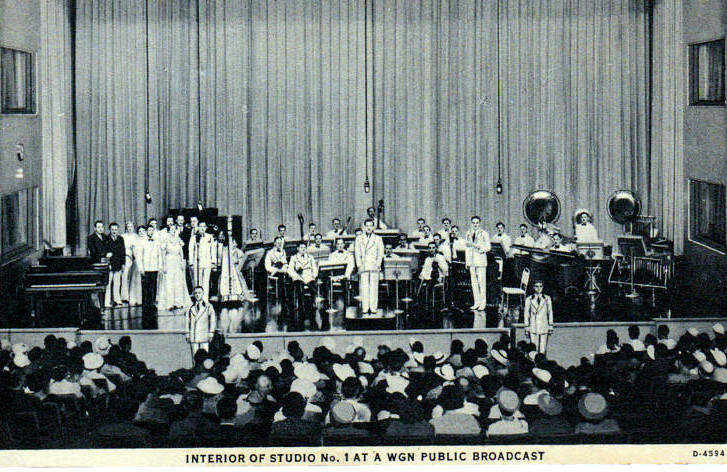
Radiokonzert im WGN-Sendesaal im Tribune Tower, Ende der 1930er Jahre

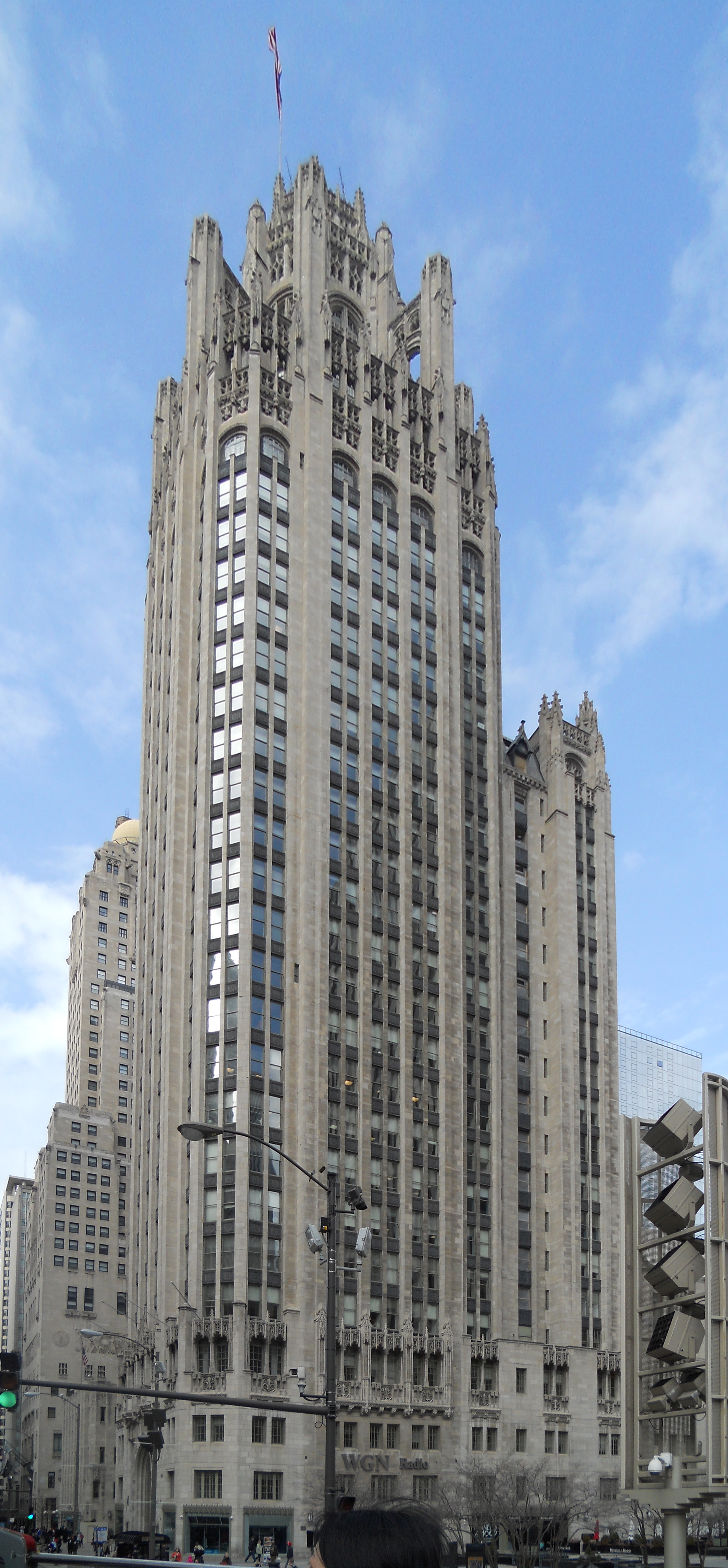
WGN sendet aus dem 1925 gebauten Tribune Tower (Aufnahme 2015)

WGN ist ein Clear-Channel US-Radiosender aus Chicago, Illinois. Die Station gehört der Tribune Broadcasting und gilt als Flaggschiff der Tribune Media.
Die Tribune Media betreibt auch WGN America (Channel 9) und den regionalen Nachrichtenkanal Chicagoland Television (CLTV).
Der Radiosender ist auf Mittelwelle für 720 kHz lizenziert und sendet mit 50 kW, u. a. in HD.  
Der Sender gehörte 1934 zu den vier Gründungssendern des Mutual Broadcasting System, gegründet zunächst für den Austausch von Programmteilen zwischen den Stationen.

## Programm
Steve Cochran ist einer der bekanntesten Talk Hosts von WGN. 2016 wurde er auf Platz 49 der "Heavy Hundred" Talkhosts geführt. Die Show wird US-weit syndicated.